# Markus Falck
Markus Falck är född i Jokkmokk, Lappland 1962. Han är uppvuxen i Gällivare och medlem i J.P. Nyströms. Markus Falck erövrade zornmärket i silver 2000 för utmärkt spel i norrbottenstradition och blev därmed riksspelman. Sedan 2001 arbetar han som musikproducent på Norrlandsoperan.